# Archophileurus sus
Archophileurus sus är en skalbaggsart som beskrevs av Roger Paul Dechambre 2006. Archophileurus sus ingår i släktet Archophileurus och familjen Dynastidae. Inga underarter finns listade.